# Малаховская, Владислава Владимировна
Владисла́ва Влади́мировна Малахо́вская (род. 1969, Загорск) — композитор, педагог, музыкальный журналист, общественный деятель..

## Биография
Внучка композитора Н. А. Малаховского, погибшего в блокадном Ленинграде.
В 1977 году вместе с семьей переехала в Ленинград. В 1983 году закончила ДМШ Выборгского района.
В 1988 году закончила теоретико-композиторское отделение музыкального училища при консерватории им. Н. А. Римского-Корсакова (класс композиции В. П. Чистякова).
В 1995 году закончила композиторское отделение Санкт-Петербургской консерватории (класс композиции С. М. Слонимского).
С 2003 года — ответственный по связям со СМИ Государственной академической капеллы Санкт-Петербурга.
С 2003 года — член Союза композиторов Санкт-Петербурга (СК), а с 2022 — член Правления СК.
В 2011—2013 годах — ведущая авторской программы «Беседы о музыке» на телеканале «Ваше общественное телевидение».
Преподаватель композиции и теоретических дисциплин в музыкальной школе им. Н. А. Римского-Корсакова в Санкт-Петербурге, художественный руководитель культурного проекта «Петербургская традиция».

## Творчество
Концерт для арфы, гобоя и камерного оркестра «Хазарский словарь» (по одноименному роману Милорада Павича), кантата «Ксения Петербургская», кантата на стихи поэтов-фронтовиков «Нас не нужно жалеть!», «Радонежская оратория».
Экспериментирует в синтетических жанрах — музыкально-сценических действах, музыке к рекламным видеороликам и т. д. Принимает участие в деятельности различных творческих объединений, конкурсов, симпозиумов, фестивалей.
Моноопера «Путник» по одноимённой психодраме Валерия Брюсова в 2022 году получила грант Президентского фонда культурных инициатив.
В своём творчестве ориентируется на традиции русской школы композиции. Произведения ВМ в репертуаре известных музыкантов — Петра Мигунова, Олеси Петровой, Юлии Маточкиной, Артёма Исаева, Айвара Калейса и др.